# CXO J164710.2-455216
CXO J164710.2-455216, també anomenat informalment Magnetar Westerlund 1. És la font de raigs X més brillant del cúmul, i es va descobrir el 2005 en observacions fetes per l'observatori de rajos X de Chandra. És un magnetar i estel de neutrons a la constel·lació de l'Altar. Situat en el supercúmul estel·lar Westerlund 1 —únic cúmul estel·lar d'aquest tipus conegut en la Via Làctia—, s'hi troba a uns 15.000 anys llum de la Terra. L'objecte va ser descobert en 2005 per Michael Muno. Es creu que el cúmul de Westerlund 1 es va formar en una sola ràfega de formació d'estrelles, cosa que significa que l'estrella progenitora devia tenir una massa superior a 40 masses solars. El fet que es formés una estrella de neutrons en lloc d'un forat negre implica que s'hauria d'haver perdut més del 95% de la massa original de l'estrella abans o durant la supernova que va produir el magnetar.
Les propietats d'altres estels del cúmul han permès deduir que la progenitora de CXO J164710.2-455216 posseïa almenys 40 masses solars, col·lapsant per formar un estel de neutrons i no un forat negre com caldria esperar en funció de la seva massa. La seva massa actual, unes dues vegades major que la del Sol, implica que durant el seu col·lapse més del 95% de la seva massa va ser expulsada a l'espai circumdant.
Un any després del descobriment de CXO J164710.2-455216, l'objecte va produir un esclat de rajos X mentre estava sent profusament observat per diversos satèl·lits, entre ells el satèl·lit XMM-Newton de l'Agència Espacial Europea i l'observatori Swift de la NASA. Només cinc dies abans de l'esclat, el magnetar, observat amb el XMM-Newton, es trobava relativament tranquil tal com s'havia mostrat al moment del seu descobriment. Igual que molts altres magnetars, CXO J164710.2-455216 generava un feix de rajos X provocant un escombratge a través de la Terra una vegada cada deu segons. Això va permetre que el seu període de rotació, de 10,6107 segons, fóra determinat amb gran exactitud. L'esdeveniment que va produir l'esclat també va fer que augmentara la seva lluentor 100 vegades, va crear tres rajos separats escombrant la Terra quan abans només un havia existit, i va accelerar el seu període de rotació en aproximadament un mil·lisegon.

## Altres referències
- SGR/AXP Online Catalog
- CXO J164710.2-455216 Jumk.de/astronomie
- X-ray satellites catch magnetar in gigantic stellar ‘hiccup’ (ESA)